# MENA

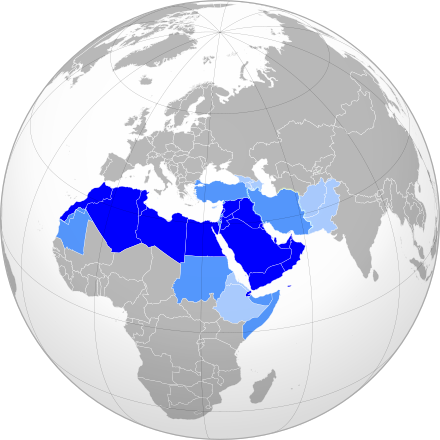
Країни які завжди зараховуються до регіону MENA
Країни які іноді зараховуються до регіону MENA

MENA — англомовний акронім від словосполучення «Middle East and North Africa» що іменує регіон у складі Близького (Середнього) Сходу та Північної Африки. Термін MENA охоплює обширний регіон, що тягнеться від Марокко до Ірану, в тому числі всіх країн Близького Сходу та Магрибу. Є приблизним синонімом терміна «Великого Близького Сходу».
Населення регіону MENA складає близько 381 млн осіб що становить 6 % від усього населення Землі, більшість з них має Ісламське віросповідання. Основою економіки регіону є видобуток нафти та природного газу. Тут зосереджено 60 та 45 % світових запасів цих паливних ресурсів відповідно. 8 з 12 країн ОПЕК зосередженні в регіоні MENA. Через це країни MENA відіграють велику роль в стабільності світової економіки.
В другій половині XX - на поч. XXI століть в регіоні виникало багато великих конфліктів та потрясінь на політичних, економічних і релігійних підґрунтях. Серед них Ірано-іракська війна (1980-88), Війна в Перській затоці (1990-91), Війна в Іраку (2003—2011), Громадянська війна у Лівії (2011) та послідувана після неї т.з. Арабська весна. Станом на 2021 рік, у регіоні досі триває Громадянська війна в Сирії (з 2011 року) та війна навколо самопроголошеної Ісламської Держави (з 2014). Також фактично століття триває Арабо-ізраїльський конфлікт.
Термін «Країни MENA» найчастіше вживається в політичних та ділових колах.

## Список країн
Завжди відносять до MENA:
- Алжир
- Бахрейн
- Єгипет
- Іран
- Ірак
- Йорданія
- Кувейт
- Ліван
- Ємен
- ОАЕ
- Лівія
- Марокко
- Оман
- Палестинська держава
- Ізраїль
- Катар
- Саудівська Аравія
- Сирія
- Туніс

Іноді відносять до MENA:
- Вірменія
- Азербайджан
- Кіпр
- Джибуті
- Мальта
- Мавританія
- Сомалі
- Судан
- Туреччина